# TV Architect
TV Architect představuje kombinaci zpravodajského webu a televizního kanálu, respektive videí šířených přes internet.  Studio se nachází v Praze. TV Architect byla spuštěna 7. listopadu 2017 a nabízí informace o architektuře, developmentu a stavebnictví a poskytuje videorozhovory, reportáže, dokumenty, ale i zpravodajské články.